# Khalil Boukedjane
Khalil Boukedjane (en arabe : خليل بوقجان), est un footballeur algérien né le 27 janvier 1981 à El Biar dans les hauteurs d'Alger. Il évoluait au poste d'arrière gauche.

## Biographie
Boukedjane évolue pendant trois saisons avec le RC Kouba, puis pendant neuf longues saisons avec le CR Belouizdad.
Il dispute près de 200 matchs en première division algérienne.
Il remporte avec l'équipe de Belouizdad, une Coupe d'Algérie.

## Palmarès
- Vainqueur de la Coupe d'Algérie en 2009 avec le CR Belouizdad
- Finaliste de la Coupe d'Algérie en 2012 avec le CR Belouizdad